# Sarra Dmitrievna Lebedeva
Sarra Dmitrievna Lebedeva (nata Darmolatova; in russo Сарра Дмитриевна Лебедева?; San Pietroburgo, 23 dicembre 1892 – Mosca, 7 marzo 1967) è stata una scultrice sovietica, moglie dell'artista Vladimir Vasil'evič Lebedev.
Le sue sculture sono esposte alla Galleria Tret'jakov, al Museo russo e al Museo d'arte dell'oblast' di Brjansk.

## Biografia
Lebedeva nacque in una famiglia agiata che le permise di coltivare il suo talento e di viaggiare in Europa. Studiò alla scuola di disegno della Società per l'incoraggiamento degli artisti e frequentò lo studio di Michail Davidovič Bernštejn dal 1910 al 1914. Si dedicò all'arte scultorea presso lo studio di Leonid Vladimirovič Šervud. Lavorò alla serie di manifesti satirici della ROSTA e prese parte al piano di realizzazione della propaganda monumentale.
Sulle orme di Anna Golubkina, Lebedeva abbracciò uno stile oggettivo che rifiutava tutti i residui impressionisti ed espressionisti e gli elementi introspettivi e psicologici. Intorno al 1915 iniziò a sviluppare il proprio stile sintetico, lasciandosi alle spalle l'approccio espressivo di Golubkina e privilegiando un effetto d'insieme caratterizzato da tagli netti e da superfici levigate, uno stile particolarmente adatto a soddisfare i canoni artistici dell'arte sovietica.
Realizzò sculture monumentali per l'Unione Sovietica, come Danton e Robespierre, e si distinse come ritrattista ufficiale delle autorità in epoca staliniana. Nel 1941 venne allestita una sua mostra antologica al Museo di Stato di Mosca. Alcuni personaggi a lei contemporanei che ritrasse furono Feliks Ėdmundovič Dzeržinskij, Vladimir Evgrafovič Tatlin, Aleksandr Tvardovskij e molti altri. Realizzò anche serie di statuette-ritratto e composizioni per porcellana e maiolica.
Alcuni busti come quello di Lena Trubkina (1937) sono caratterizzati da una certa essenzialità. I nudi in bronzo, ai suoi tempi quasi proibiti, si rivelano più personali e liberi da formalismi: tra questi si menziona Figura giacente: Stacja (1928). Si menzionano anche sculture di equilibrio neoclassico, come Ragazza con farfalla (gesso, 1935-6; rame martellato, 1956; San Pietroburgo, Museo russo).
Uno degli esempi più belli di scultura commemorativa russa è la lapide eseguita da Lebedeva per la tomba di Boris Pasternak (arenaria, 1965) a Peredelkino, nelle vicinanze di Mosca. La stele, severa nella forma, è un ritratto romantico ed emotivamente carico dello scrittore in profondo rilievo.
Lebedeva venne insignita della medaglia d'argento all'Expo 1937 di Parigi e della medaglia di bronzo all'Expo 1958 di Bruxelles. Dal 1958 fu membro corrispondente dell'Accademia delle arti dell'Unione Sovietica.
A Lebedeva è stato intitolato il cratere omonimo sulla superficie di Venere.